# Hurtap Łęczyca
Hurtap Łęczyca – polski klub futsalowy (a także były piłki nożnej plażowej) z siedzibą w Łęczycy.

## Sukcesy

### Futsal
- Mistrzostwo Polski: 2008/2009[1]
- Wicemistrzostwo Polski (2): 2007/2008, 2009/2010
- Puchar Polski: 2009/2010[2]
- Superpuchar Polski: 2009[3]
- Mistrzostwo Polski U-18: 2013/2014

### Beach soccer
- Mistrzostwo Polski: 2007
- Puchar Polski: 2006

## Mecze w UEFA Futsal Cup
Hurtap Łęczyca w rozgrywkach UEFA Futsal Cup brał udział w sezonie 2009/2010 i zajął trzecie miejsce w fazie grupowej.
- 28 września 2009:  Hurtap Łęczyca 9:1 (3:1)  Nautara Kowno
- 29 września 2009:  Nikars Ryga 4:3 (1:0)  Hurtap Łęczyca
- 1 października 2009:  Era-Pack Chrudim 5:3 (2:0)  Hurtap Łęczyca